# Virgil Griffith

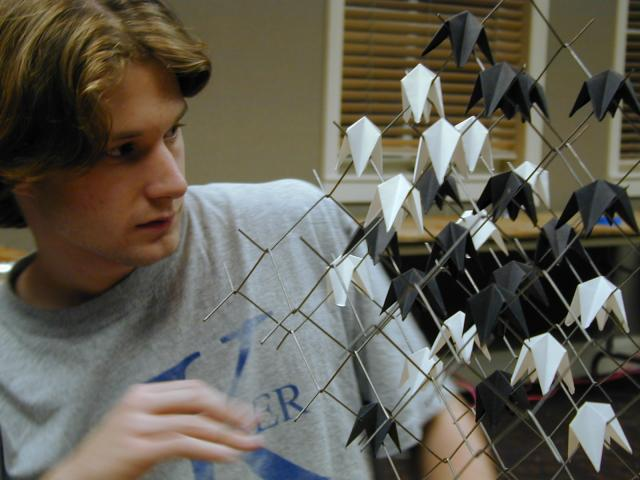
Virgil Griffith, 2005

Virgil Griffith (ur. 1983) - znany także jako Romanpoet jest hakerem z USA. 
14 sierpnia 2007 czasopismo „Wired” opublikowało artykuł na temat nowego oprogramowania napisanego przez Griffitha Wikipedia Scanner, które umożliwia sprawdzenie, jakie poprawki do Wikipedii zostały wprowadzone z użyciem komputerów należących do firm lub urzędów. Artykuł ten wskazuje na możliwość aktywnego monitorowania i wpływania na Wikipedię przez instytucje rządowe oraz prywatne firmy. WikiScanner był wzmiankowany również w polskiej prasie.